# Distretto di Visp
Il distretto di Visp (in francese Viège) è un distretto del Canton Vallese, in Svizzera. Confina con i distretti di Hérens, di Sierre e di Leuk a ovest, di Westlich Raron a nord-ovest e di Brig a nord-est e con l'Italia (province del Verbano-Cusio-Ossola e di Vercelli in Piemonte a sud-est e Valle d'Aosta a sud). Il capoluogo è Visp.

## Geografia fisica
Il distretto di Visp è il primo distretto per superficie e il quinto per popolazione del Canton Vallese.
Geograficamente è costituita dalla Valle della Vispa, valle percorsa dal fiume Vispa. La Valle della Vispa all'altezza di Stalden si biforca formando da una parte la Mattertal (valle di Zermatt) e dall'altra la Valle di Saas.
La massima elevazione del distretto (e di tutta la Svizzera) è la Punta Dufour del Monte Rosa (4.634 m). Altre cime comprendono il Dom (4.545 m) nel massiccio del Mischabel, il Lyskamm (4.527 m), il Weisshorn (4.505 m) ed il Cervino (4.478 m).
Il fiume principale è il Rodano. Principali affluenti nel territorio del distretto sono il Vispa, alimentato dal Matter Vispa e dal Saaser Vispa, ed il Baltschieder Bach.

## Infrastrutture e trasporti

### Strade
Il territorio del distretto è attraversato dall'autostrada A9/E62 Ballaigues-Gondo, non ancora completata, che collega l'ovest della Svizzera con l'Italia attraverso Losanna, Sion ed il passo del Sempione. Attualmente l'autostrada, aperta nel tratto Visp Est-Ried-Brig, ha uscite nel distretto a Visp Est.

### Strade principali
La strada principale 9 attraversa il territorio del distretto nel comune di Visp correndo parallela all'autostrada. Da Visp parte la strada per la Valle della Vispa .

### Ferrovie
La stazione di Visp è servita dai treni delle linee (Ginevra-Losanna)-Sion-Briga, delle FFS e Brig-Zermatt, gestita dalla Matterhorn-Gotthard-Bahn e con stazioni intermedie a Eyholz, Visp, Stalden-Saas, Kalpetran, Sankt Niklaus, Herbriggen, Randa, Täsch e Zermatt. La linea del Lötschberg delle BLS, che collega Briga con Goppenstein e Spiez serve la stazione di Lalden.

## Geografia antropica
Il distretto di Visp è diviso in 19 comuni:

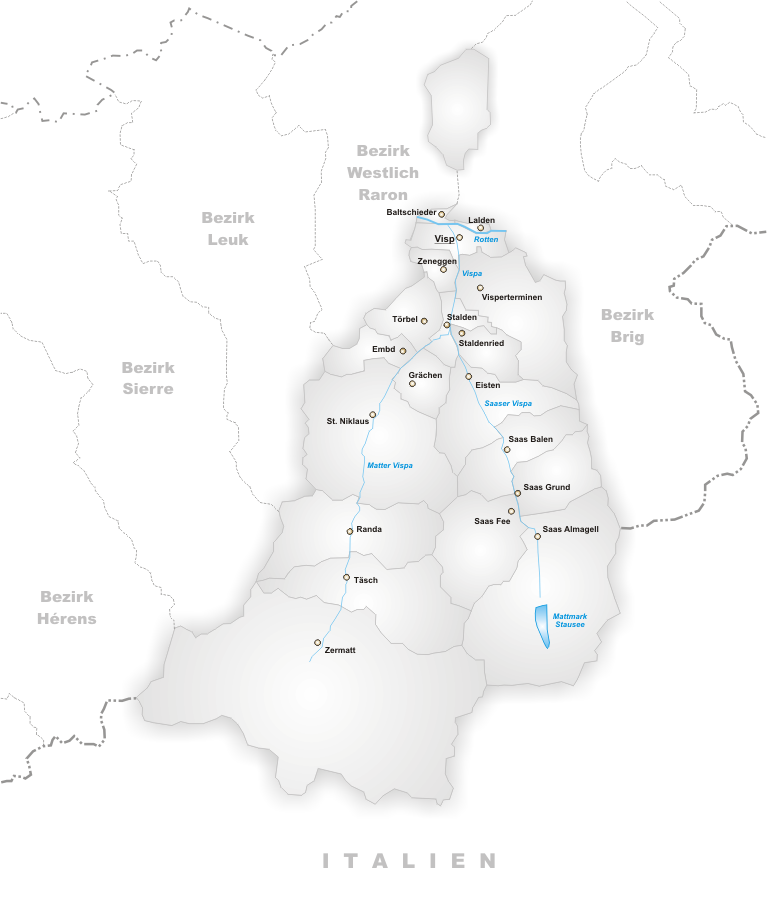
I comuni del distretto di Visp

| Nome del comune | Popolazione (dic. 2006) | Superficie km² | Densità ab./km² |
| --------------- | ----------------------- | -------------- | --------------- |
| Baltschieder    | 1.211                   | 31,4           | 39              |
| Eisten          | 206                     | 38,0           | 5,4             |
| Embd            | 348                     | 13,4           | 26              |
| Grächen         | 1.311                   | 14,3           | 92              |
| Lalden          | 677                     | 1,4            | 484             |
| Randa           | 376                     | 54,5           | 6,9             |
| Saas-Almagell   | 396                     | 110,3          | 3,6             |
| Saas-Balen      | 406                     | 30,2           | 13              |
| Saas-Fee        | 1.666                   | 40,6           | 41              |
| Saas-Grund      | 1.146                   | 24,6           | 47              |
| Sankt Niklaus   | 2.279                   | 89,3           | 26              |
| Stalden         | 1.155                   | 10,5           | 110             |
| Staldenried     | 590                     | 14,3           | 41              |
| Täsch           | 925                     | 58,7           | 16              |
| Törbel          | 500                     | 17,3           | 29              |
| Visp            | 6.513                   | 13,2           | 493             |
| Visperterminen  | 1.402                   | 51,6           | 27              |
| Zeneggen        | 234                     | 7,5            | 31              |
| Zermatt         | 5.808                   | 242,7          | 24              |
| Totale          | 27.149                  | 863,8          | 31              |

### Fusioni
- 1805: Chinegga, Stalden Dorfmark → Stalden
- 1817: Niederrusen (oggi Neubrück), Stalden → Stalden
- 1820: Äussere Matt, Innere Matt → Sankt Niklaus Matt
- 1866: Sankt Niklaus Dorf, Sankt Niklaus Matt → Sankt Niklaus
- 1870: Gasenried, Sankt Niklaus → Sankt Niklaus
- 1972: Eyholz, Visp → Visp